# 3908 Нікс
3908 Нікс (3908 Nyx) — астероїд головного поясу, відкритий 6 серпня 1980 року.
Тіссеранів параметр щодо Юпітера — 3,780.